# Tolmin község
Tolmin község (szlovén nyelven: Občina Tolmin) Szlovénia 212 alapfokú közigazgatási egységének, azaz községének egyike a Goriška statisztikai régióban. A község székhelye Tolmin város.
A Júliai-Alpok déli szegélyén terül el. Tolmin a legnagyobb település az Isonzó folyó (szlovénül Soča) felső folyásánál (Zgornje Posočje, Felső-Isonzó-völgy), az olasz határhoz közel. Az Isonzó és a Tolminka folyók összefolyásánál fekszik meredek hegyoldalak alatt. A régi Tolmin város az egész környék (Tolminsko) névadója volt, mint gazdasági, kulturális és közigazgatási központ.

## A község települései

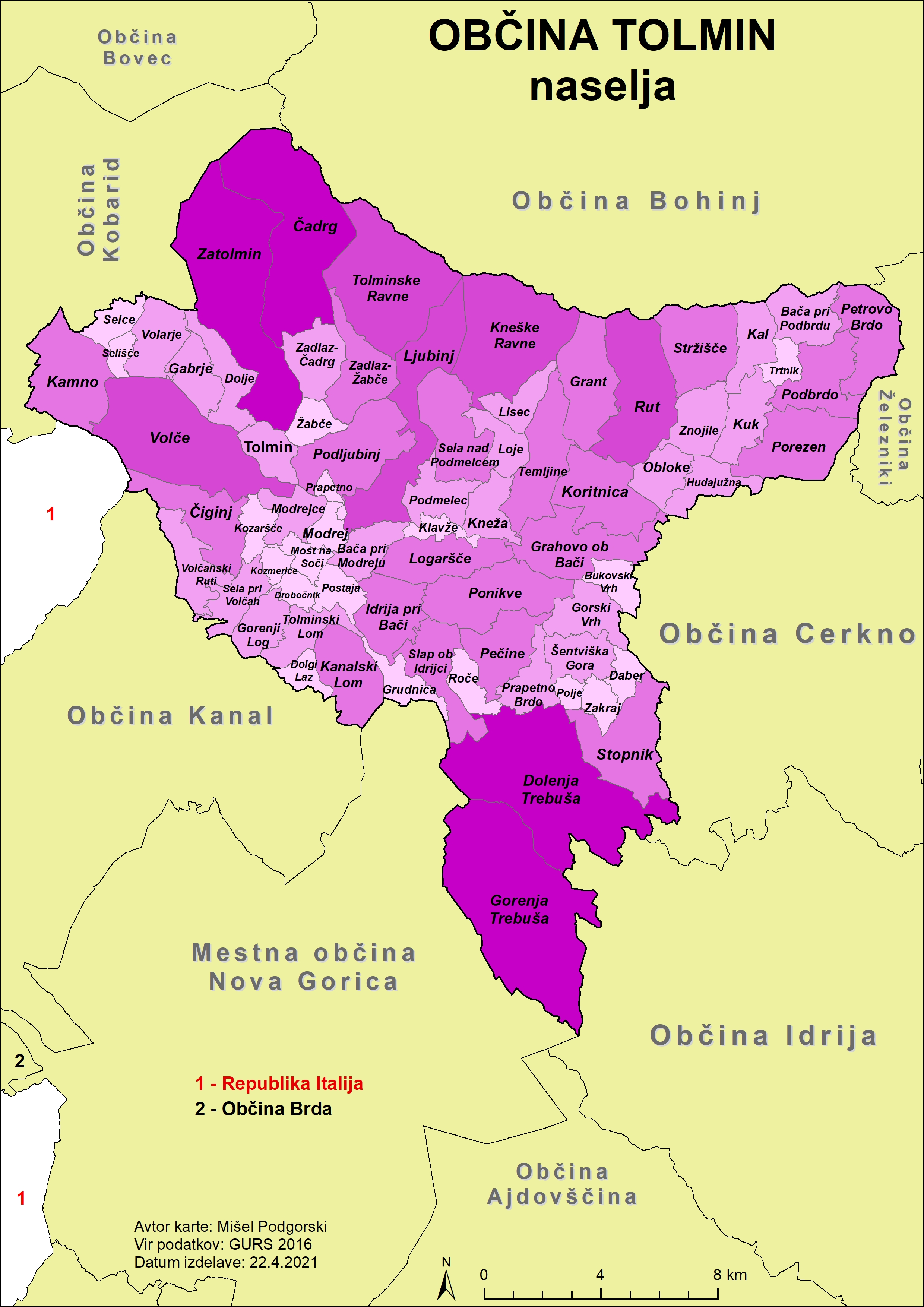
A község települései

A községhez Tolmin székhelyen kívül a következő települések tartoznak:
- Bača pri Modreju
- Bača pri Podbrdu
- Bukovski Vrh
- Čadrg
- Čiginj
- Daber
- Dolenja Trebuša
- Dolgi Laz
- Dolje
- Drobočnik
- Gabrje
- Gorenja Trebuša
- Gorenji Log
- Gorski Vrh
- Grahovo ob Bači
- Grant
- Grudnica
- Hudajužna
- Idrija pri Bači
- Kal
- Kamno
- Kanalski Lom
- Klavže
- Kneške Ravne
- Kneža
- Koritnica
- Kozaršče
- Kozmerice
- Kuk
- Lisec
- Ljubinj
- Logaršče
- Loje
- Modrej
- Modrejce
- Most na Soči
- Obloke
- Pečine
- Petrovo Brdo
- Podbrdo
- Podmelec
- Polje
- Poljubinj
- Ponikve
- Porezen
- Postaja
- Prapetno
- Prapetno Brdo
- Roče
- Rut
- Sela nad Podmelcem
- Sela pri Volčah
- Selce
- Selišče
- Šentviška Gora
- Slap ob Idrijci
- Stopnik
- Stržišče
- Temljine
- Tolminske Ravne
- Tolminski Lom
- Trtnik
- Volarje
- Volčanski Ruti
- Volče
- Žabče
- Zadlaz–Čadrg
- Zadlaz–Žabče
- Zakraj
- Zatolmin
- Znojile

## Népesség
| Lakosok száma | 11 820 | 11 702 | 11 626 | 11 646 | 11 570 | 11 336 | 11 256 | 11 218 | 11 031 | 10 997 |
|               | 2008   | 2009   | 2011   | 2012   | 2013   | 2015   | 2016   | 2017   | 2019   | 2020   |